# Іван Фічев
Іван Фічев (болг. Иван Фичев); 15 квітня 1860, Велико-Тирново — 1931, Софія — болгарський генерал-лейтенант (з 1914), начальник Штабу оборони болгарської армії (1910—1914), міністр оборони Болгарії (1914—1915), учасник Балканських війн та Першої світової війни, воєнний історик, академік.

## Біографія
Онук відомого болгарського архітектора епохи Болгарського Відродження Ніколи Фічева (Кольо Фічето), народився в Трново. Військову кар'єру розпочав під час Російсько-турецької війни (1877—1778) як боєць болгарського ополчення. У 1882 році закінчив військове училище у Софії в чині підпоручника. Під час Сербсько-болгарської війни командував ротою 5-го піхотного дунайського полку. У 1887 році дослужився до капітана. У 1898 році закінчив Військову академію в Турині. У 1903 році отримав звання полковника. У 1907 році командував фракійською дивізією. У 1910—1914 році — начальник Штабу оборони (Генерального штабу) болгарської армії.
У 1915 році вийшов у запас. Написав працю по військовому мистецтву «Тактика». Помер у 1931 році в Софії.

## Звання
- Юнкер (26 травня 1880)
- Андеррайтер (30 серпня 1882)
- Лейтенант (30 серпня 1885)
- Капітан (1 квітня 1887)
- Майор (1892)
- Підполковник (1899)
- Полковник (1903)
- Генерал-майор (15 жовтня 1908)
- Генерал-лейтенант (1914)